# Saulėtekio alėja

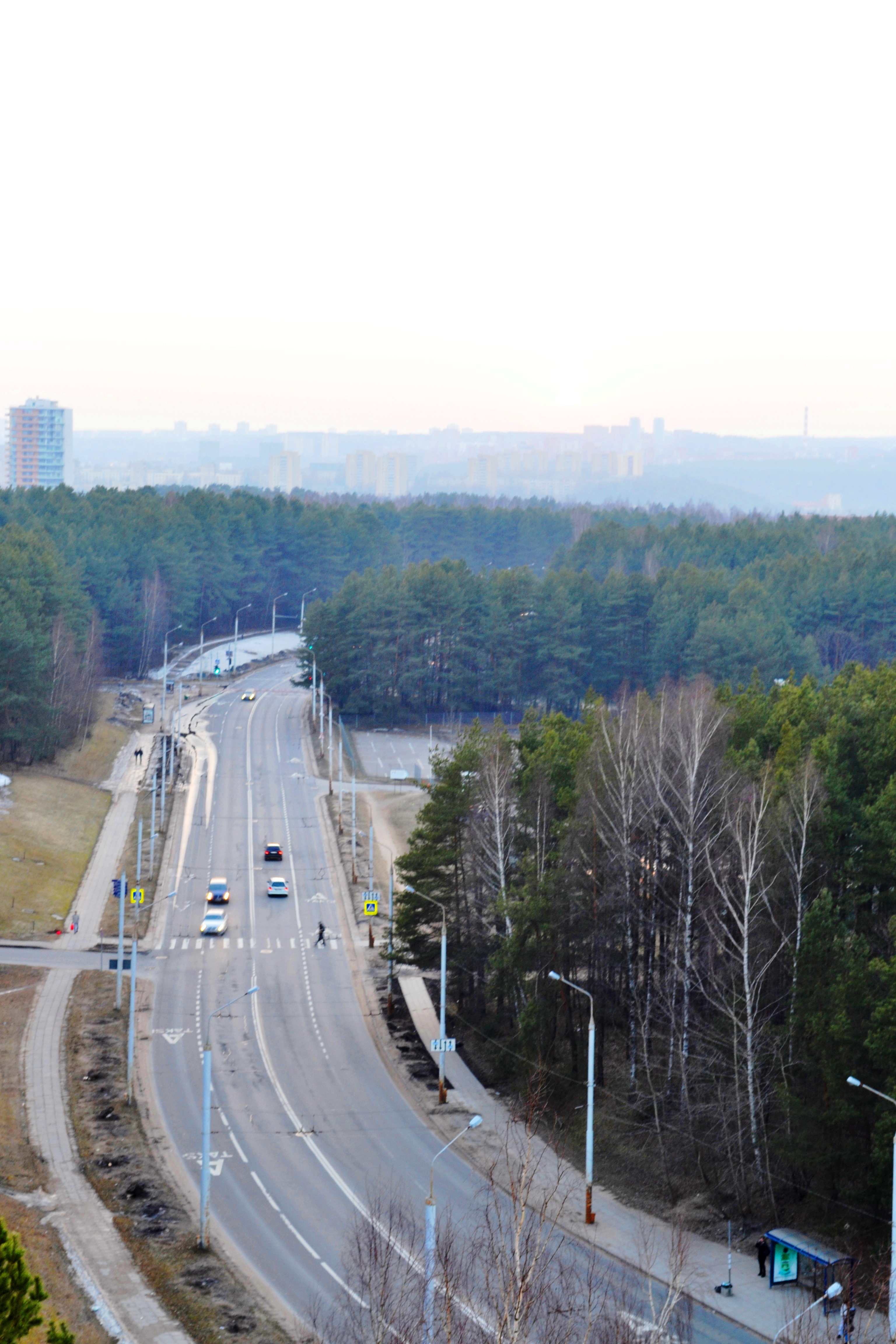
Allee

Saulėtekio alėja (dt. 'Sonnenaufgangsallee') ist eine Straße (Allee) in der litauischen Hauptstadt Vilnius. Sie ist 1,7 Kilometer lang und 15 bis zu 20 Meter breit. Die Allee beginnt an der Kreuzung mit Nemenčinės plentas in Antakalnis und endet in Pylimėliai an der Straße Pylimėlių gatvė. Hier gibt es einen Stadtteil Saulėtekis, eine Studentenstadt (Campus), eine „Lukoil“-Tankstelle, drei Hochschulen (Universität Vilnius, VU Tarptautinio verslo mokykla und VGTU) mit Wohnheimen und Saulėtekio slėnis, das Saulėtekio-Stadion, den Trolleybus-Ring bei Plytinės g.
Koordinaten: 54° 43′ 26,6″ N, 25° 20′ 24,5″ O